# Heartsease
Heartsease è un film muto del 1919 diretto da Harry Beaumont. La sceneggiatura di Edfrid A. Bingham si basa sull'omonimo lavoro teatrale di Charles Klein e J.I.C. Clarke, andato in scena in prima a Broadway l'11 gennaio 1897. Prodotto dalla Goldwyn Pictures Corporation, il film aveva come interpreti Tom Moore, Helene Chadwick, Larry Steers, Alec B. Francis, Sidney Ainsworth, Rosemary Theby.

## Trama

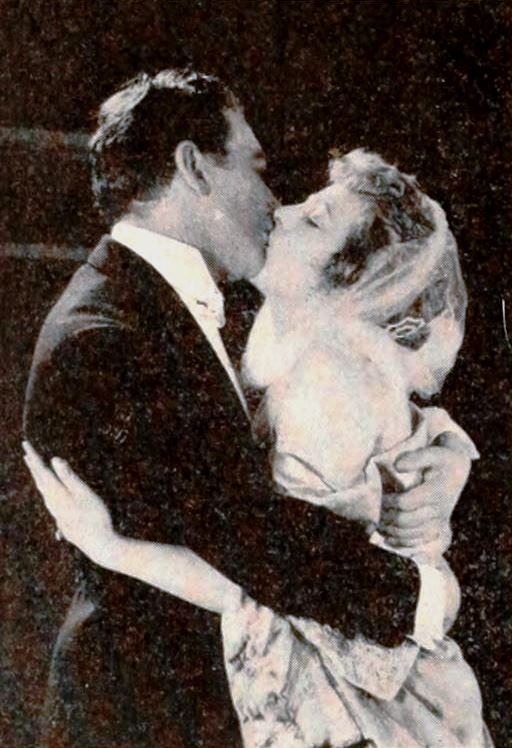
Tom Moore e Helene Chadwick

Heartsease è il titolo di una canzone che Eric Temple, un compositore squattrinato, dedica alla bella Margaret Neville, una vicina di casa della zia che Eric è andato a trovare in Irlanda insieme a sua sorella Alice. Lord Neville vorrebbe però che Margaret sposasse Sir Geoffrey Pomfret, mentre Lady Neville, sua moglie, paga segretamente alcuni debiti contratti dal padre - ora defunto - di Eric, debiti che avevano provocato la rovina finanziaria del giovane. Pomfret rivela a Neville del denaro versato da sua moglie al suo rivale, lasciando intendere che tra i due ci sia una relazione: Lord Neville, allora, accusa Eric di non essere altro che un avventuriero e lo caccia di casa. Anche Margaret rimane sconvolta e si rifiuta di rivedere l'innamorato che viene picchiato dagli uomini di Pomfret. I colpi fanno perdere la memoria a Eric.
Intanto, a teatro, viene messa in scena un'opera scritta da Pomfret, pure lui compositore. In realtà, le musiche sono di Eric ed erano state mandate a un impresario da Lady Neville che voleva aiutare il giovane. Con i suoi maneggi, Pomfret si era fatto passare per l'autore dell'opera che ora tutti credono sua: ma, alla prima, Margaret, sentendo suonare Heartsease, si rende conto che l'opera è quella di Eric. Pomfret viene sbugiardato ed emarginato dalla società, mentre i due innamorati possono finalmente coronare il loro sogno d'amore.

## Produzione
Il film fu prodotto dalla Goldwyn Pictures Corporation.

## Distribuzione
Il copyright del film, richiesto dalla Goldwyn Pictures Corp., fu registrato l'8 agosto 1919 con il numero LP14063. In Svezia, il film uscì il 18 ottobre 1920 con il titolo Stulen ära.

Distribuito dalla Goldwyn Distributing Company, il film uscì nelle sale cinematografiche statunitensi il 24 agosto 1919.
Non si conoscono copie ancora esistenti della pellicola che viene considerata presumibilmente perduta.